# Prestonsburg
La ville de Prestonsburg est le siège du comté de Floyd, dans l'État du Kentucky, aux États-Unis. Sa population s’élevait à 3 255 habitants lors du recensement de 2010, estimée à 3 541 habitants en 2016.

## Source
- (en) Cet article est partiellement ou en totalité issu de l’article de Wikipédia en anglais intitulé « Prestonsburg, Kentucky » (voir la liste des auteurs).